# Mono no aware

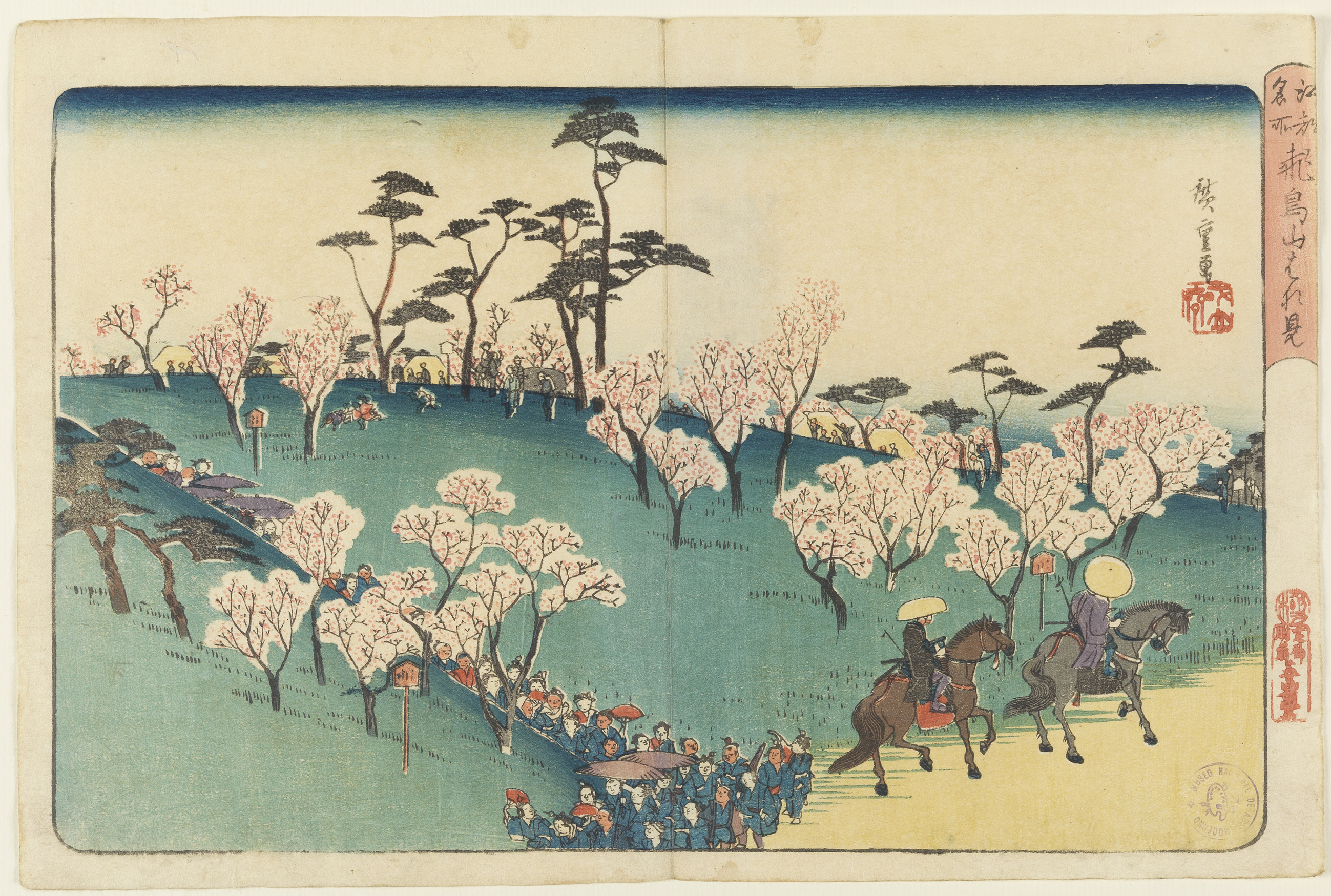
Hirošige: Prohlídka kvetoucích sakur na hoře Asuka (kolem 1835). Květ sakury je tradičním symbolem tématu mono no aware.

Mono no aware (もののあわれ, lze přeložit jako „dojetí z věcí“ či „tklivost věcí“) je japonský pojem, vyjadřující citlivost vůči pomíjivému; je to melancholické vědomí současně krásy a pomíjivosti všeho. Představa se dotýká buddhistického učení o mudžó, pomíjivosti jako podstatné vlastnosti bytí. Mono no aware vyjadřuje jeden z prvků japonské estetiky, střetnutí krásy a smutku světa. Pojem poprvé použil učenec Motoori Norinaga v 18. století ve své analýze Příběhu prince Gendžiho. Na rozdíl od podobného západního tématu memento mori se mono no aware nesoustřeďuje pouze na pomíjivost člověka a nezadržitelné plynutí času, ale všímá si konečnosti celé přírody, jak je symbolizována například krátkým životem květů sakury.